# Dance Dance Revolution 2013
Las versiones 2013 y 2014 de la serie Dance Dance Revolution, llamados no oficialmente DDR Renewal y oficialmente DDR(2013) y DDR(2014), respectivamente, corresponden a las entregas N.º 14 y 15, respectivamente, creada por Konami el 2012 y publicada el 14 y 21 de marzo de 2013 para el mueble inicial y kit de mejoras, respectivamente en Japón, el 28 de marzo de 2013 para Asia pacífico y casi un año de retraso en Corea del sur por parte de Uniana.
Para diferenciar las arcades con el mismo título, este artículo se refiere a DDR(2013) y (2014), mientras que el otro se refiere a DDR 1st. Además se diferencian de las versiones caseras que tienen el mismo título, llamados DDR 1st para PlayStation, DDR (USA) para PlayStation y DDR 2010 para Wii y PlayStation 3.
Con la aparición del nuevo mueble blanco (llamados Mueble DDR 2013 o tercera generación de cabinas), los kits de mejoras actualizan la primera o segunda generaciones de cabinas remplazando sus respectivas placas antiguas por la placa Bemani PC con DDR(2013) instalada. Su versionado en Japón es MDX:J:X:A:YYYYMMDD00, en muebles blancos coreanos es MDX:K:C:A:YYYYMMDD00, en muebles blancos de Asia o de otros países es MDX:A:C:A:YYYYMMDD00 y en muebles blancos norteamericanos es MDX:U:D:A:YYYYMMDD00, En MDX:Z:X:A:YYYYMMDD00, la Z indica el idioma (J para japonés con PASELI, K para coreano, A para japonés sin PASELI, destinado a Asia o a otros países y U para inglés norteamericano) X (con negritas) indica el mueble inicial (A para el mueble X, B para los muebles clásicos, C y D para el nuevo mueble DDR 2013), las letras YYYYMMDD para la fecha, en formato año-mes-día, de la versión actualizada y los N.º 00 para los errores corregidos.
Actualmente está en la versión 2014, pero la versión 2013 solo puede ser actualizada a la versión de 2014 vía métodos en línea y no tiene kits físicos de actualización.
Hubo 2 pruebas de juego los meses de agosto y 9 de 2015 en Norteamérica. Dave & Buster's confirmó su última prueba que fue exitosa, en donde se lanzaría en la mitad de sus 73 locales.
Sorpresivamente, a inicios de 2016, tras terminar el 5.º torneo KAC, se anunció Dance Dance Revolution A como siguiente entrega. El 30 de junio de 2017, las versiones 2013 y 2014 ya no tienen soporte.

## Cambios

### General
- Se usa el video introductorio de DDR X2 CS (con el parche del 8 de mayo de 2013), pero reemplazando los colores del logo y de la fuente.
- 3.ª arcade en participar del campeonato de arcades de Konami KAC (Konami Arcade Championship, por sus iniciales en inglés). Las copas anteriores fueron KAC 2011 con DDR X2 y KAC 2012 con DDR X3. La última copa fue la versión 5 con DDR(2014).
- Se eliminaron los cursos debido a limitaciones técnicas de conexión en la edición 2013 (sin parche Offline) y falta de espacio de disco duro desde dicha edición.
- Tras elegir estilo desde la edición 2014, se selecciona lo siguiente:

- Standard Mode: equivale al modo Happy. En este modo, a diferencia del Happy, se puede jugar canciones por defecto de la entrega actual y todas las canciones desbloqueadas de entregas anteriores.
- PASELI: equivale al modo Pro. En este modo, permite jugar todas las etapas incluso si falla la canción, se agrega la opción Barra de vida, más velocidades en la opción Velocidad y es requisito para entrar a EXTRA STAGE.

- Debido a que fuera de Japón o ciertas ciudades de dicho país no cuentan con PASELI, la opción PASELI es remplazada por Prémium Mode, cumpliendo las mismas funciones que PASELI pero req. créditos adicionales (intervenidos por operador).

Si un jugador no tiene cuenta o si falla la conexión, es forzado a entrar a Standard Mode y las opciones que no están bloqueadas son: Velocidad, Desplazamiento, Corte de notas, Frezze Arrows, Saltos y Líneas Guía.
- El texto de conexión cambia y es la siguiente:

- STANDBY MODE: conectado pero sin servicio. Visto durante las pruebas.
- LOCAL MODE: desconectado.
- ONLINE: conectado al servidor.
- MANTAINANCE: conectado durante el mantenimiento o sin soporte tras el cierre de servidores.

- Con la llegada de Replicant-D-Ignition, también se instalarón métodos anticopias que expulsan a las arcades que se ejecutan desde servidores no oficiales, obligando a los operadores revertirlas a la última versión sin conexión de DDR que obtuvieron.

### Servicio e-Amusement
- Se implementa la "participación e-Amusement", reduciendo el N.º de personajes. El sistema de participación e-Amusement permite actualizar la lista de canciones y a los jugadores usar edits de la tarjeta, grabar puntajes de usuario, etc., pero Konami toma la mitad de los créditos insertados por máquina conectada al servidor.
- El parche de 26 de febrero de 2014 evita que se colgara la máquina (ya sea una ventana de error o el pantallazo azul) si falla la conexión mientras que esté encendida (cambia a STANDBY MODE si ocurre dicha falla o a MANTAINANCE si se enciende en horas de mantenimiento o fuera de plazo).
- El parche de 30 de septiembre de 2014 es posible registrar los resultados a iPhones y teléfonos inteligentes con Android que tengan e-Amusement App instalados y publicarlas en Facebook y Tweeter.

### Selección de estilo
Se agrega temporalmente el modo TAG, parecido al modo UNISON del 3rdMIX. El modo TAG es lo mismo que el modo versus, pero aparece el puntaje "Synchro-bonus" y los Dance Points. Para ese puntaje, se obtiene los puntos "Synchro-bonus" a los jugadores que marcan PERFECT o MARVELOUS al mismo tiempo, mientras que el puntaje individual (Puntaje Supernova 2 es remplazado por los Dance Points para el modo TAG) no es afectado. No es necesario que elija la misma dificultad para el puntaje de equipo. La dificultad y los "synchro-bonus" se muestran encima de los Dance Points (o debajo de la barra de vida (o batería challenge) cuando juega en Reversa). Sin embargo, en la entrega final, el modo TAG no está disponible, dando a este estilo el título de vaporware y con la edición 2014 fue descartada del sitio oficial.

### Interfaz de usuario
DDR 2013
- Se verá la lista de dificultades y el Groove Radar separados en 2 recuadros de jugadores (cada uno, al lado del Jacket de canción elegida) en vez de tener el groove radar y las dificultades en un solo recuadro.
- El tamaño de los jackets aumentaron de 256x256 a 280x280.
- Se cambió la fuente de las carpetas, para reflejar a las carpetas de Reflect Beat.

DDR 2014 (instalación que se efectuó el 12 de mayo de 2014)
- La 2.ª interfaz aparenta a Dance Dance Revolution UNIVERSE 3, lanzado para XBOX 360, a GITADORA y juegos similares, que mueve la rueda (Song Wheel) a la parte de abajo, el jacket encima de la rueda y las dificultades (Groove Radar incluido) al lado del jacket y encima de la song wheel, ambos groove radar y dificultades separados también en 2 recuadros de jugadores para no confundir los colores.
- Se puede alternar entre dificultades, Groove Radar y puntajes usando el teclado numérico.
- Se puede alternar entre selección de dificultades y de opciones al mantener presionado START. Si presiona START y suelta antes de tiempo en la selección de dificultades, empieza la canción, lo mismo ocurre tras 30 segundos al elegir dificultades y opciones.

### Selección de canciones
- "Heavy Rotation" tiene una versión V2 para esta entrega, remplazando a la versión V1 en su precuela. Ambas, solo se muestran al autor como notas musicales, debido a que los compositores y editores de pasos no dieron créditos a AKB48 para publicarlas.[4]
- Jackets cambiados:

- Carpeta DDR 1stMIX:

- KUNG FU FIGHTING - Para coincidir con el fondo de DDR 2ndMIX.

- Carpeta DDR 2ndMIX:

- Bad Girls - Para coincidir con el fondo de DDR 2ndMIX.
- BOOM BOOM DOLLAR (Red Monster Mix) - Para coincidir con el fondo de DDR 2ndMIX.
- Stomp to my beat - Para coincidir con el fondo de DDR 2ndMIX.
- MAKE IT BETTER (So-REAL MIX) - Para coincidir con el fondo de DDR 2ndMIX.
- PUT YOUR FAITH IN ME (Jazzy Groove) - Para coincidir con el fondo de DDR 2ndMIX.

- Carpeta DDR X2:

- Sacred Oath - Retirada de NAOKI y de jun.

- Carpeta DDR X3:

- 女々しくて (Memeshikute) - Carátula cambiada.
- Ever Snow (TЁЯRA) - Retirada de NAOKI y de jun.

- La carpeta Gitar Freaks y Drum Mania de la lista de bemani fue renombrada a GITADORA

- También en la lista BEMANI se incorpora desde 2014 Sound Voltex, Miraigakki (ミライダガッキ?), Dance Evolution y desde 2015, BeatStream y Múseca.

- La dificultad Edit no está disponible para muebles blancos debido a la falta de puertos USB. Sin embargo, si los jugadores registran sus edits en los muebles clásicos y DDR X usando pendrives o mediante la web usando el N.º de tarjeta, estos pueden ser utilizados en el mueble blanco.
- Se reorganizan las carpetas, añadiendo el modo "licencia" de la lista de organización para todas las canciones que son licencias.
- Errores detectados en el modo ABC:

- Triple Journey -TAG EDITION- erróneamente aparece en la lista "U". El parche del 18 de septiembre de 2013 lo mueve a la lista "T".
- IX erróneamente aparece en la lista "I". El parche del 26 de febrero de 2014 lo mueve a la lista "NUM" (numérica).
- ちくわパフェだよ☆CKP erróneamente aparece en la lista "T". El parche del 9 de mayo de 2014 lo mueve a la lista "C" y posteriormente a la lista "た" (ta) en la versión 2014.
- フー・フローツ erróneamente aparece en la lista "F". Se arregló moviendo a la letra "わ" (wa) con el parche del 17 de junio de 2014 en la versión 2014.

- Se agregó las opciones Nihongo y Artist (Nihongo), que organiza las canciones (según artista en caso de Artist (nihongo)) por letras kana. Implementado en la edición 2014.

- Las listas ABC y Artist empiezan por números, luego A-Z (romajis incluidos) y finalmente caracteres gráficos.
- Las demás listas empiezan por A-Z, luego números, caracteres kana, escritura china y finalmente caracteres gráficos.

- Se agrega el modo Género en la edición 2014. Puede optar por "Anime y Juegos" (Anime & Game), "Pop" y "Variedad" (Variety).

- También se agrega las listas "U.M.U x BEMANI", "GUMI 5th Anniversary party" y ひなビタ♪ en el modo Género.

### Personajes, escenarios y videos
Personajes
- Los personajes que quedan siguen usando los trajes ya mostrados en DDR X2.
- Lista por defecto:

- Afro
- Alice
- Baby-Lon
- Bonnie
- Emi
- Gus
- Jenny
- Julio
- Rage
- Ruby
- Yuni

- Personajes desbloqueables (posteriormente disponibles en diciembre de 2015):

- Rinon (No disponible hasta mediados de 2015)
- Dark Rinon

- Personajes eliminados:

- Rena
- Victory-Concent
- Geisha-Zukin
- PiX
- Debido a la falta del modo 2ndMIX se eliminan a Janet y a Dread Snake.

Escenarios
- Dark Boom ya tiene 5 colores más con la instalación de RDI. Solo se utiliza en dicha carpeta.
- Nuevos colores para los escenarios RDA con la instalación de RDI. Las canciones son:

- Egoism 440 y Over the "period": RDA (azul celeste)
- MAX.(period): RDA (azul marino)

Videos
- Se elimina el video para LOVE IS THE POWER -re:born-.
- Los videos translucidos con el escenario fueron temporalmente remplazados por escenarios normales debido a problemas técnicos de la placa arcade (como cuelgues o carga lenta) y las canciones afectadas son todas provenientes de carpetas de DDR X2 y X3. El registro de videos traslucidos es lo siguiente:

- Los videos de "Trip Machine Evolution" y "Paranoia Revolution" se muestran a pantalla completa para lidiar el problema, lo mismo ocurre con los demás videos a pantalla completa.
- El parche MDX:J:X:A:2013040400 se pudo arreglar el problema de los videos traslucidos específicamente con los videos de 2ndMIX, desactivando los demás videos traslucidos mientras los programadores desarrollaban el parche para lidiar el problema.
- El parche MDX:J:X:A:2013073000 volvieron gran parte de los videos con escenario. Sin embargo, algunas canciones con dichos videos tienen escenarios cambiados para lidiar de nuevo el problema, y los videos de shinning y someday... no fueron restaurados debido a que estos causaban esas fallas.
- El parche MDX:X:X:A:2014050900, parche de la edición 2014, se eliminaron todos los videos de 2ndMIX debido al término de licencia. No son afectados los videos de canciones a pantalla completa de la entrega de Supernova.
- Las versiones coreanas eliminan el video de "New Decade" durante la prueba de localía de DDR(2013) en Corea del Sur debido a que el video hace referencia a la bandera del Sol Naciente, que fue prohibida en las dos Coreas.

- Se reajustan los videos a pantalla completa de ciertas canciones dependiendo del tamaño de pantalla para evitar perdida de calidad.
- Se (re)instalan los videos de las siguientes canciones:

- Carpeta DDR MAX

- MAX 300 (Videos aleatorios) ※ Video traslúcido con el escenario, visible en DDR(2013) hackeada.

- Carpeta DDR MAX2

- Candy (Riyu Kosaka) (Video de DDR Extreme 2)

- Carpeta EXTREME

- Graduation (Videos aleatorios) ※ Se eliminó el título de canción en el fondo a favor del visor de canciones y se remplazarón los postes con referencia a Naoki Maeda por postes con referencias a TAG y U1-ASAMi.
- Be lovin (Video de DDR Extreme 2)
- bag (Videos aleatorios) ※ Se retiraron los fondos a favor de escenarios y canciones con video y del visor de canciones.
- Dance Dance Revolution (Videos aleatorios)
- Gamelan de Couple (Videos aleatorios) ※ Se eliminó el título de canción en el fondo a favor del visor de canciones.

- Carpeta DDR X

- Dance Dance Revolution (X-Special) (Videos aleatorios) ※ Video traslúcido con el escenario RDA (rosa).

- Carpeta DDR (2013)

- めうめうぺったんたん！！ (Video de BeatStream)
- 凛として咲く花の如く ~ひなビタ♪ edition~ (Video de BeatStream)
- The Island Song (Videos aleatorios) ※ DDR(PlayStation 3).

Nota: (Videos aleatorios): corresponden a videos provenientes de DDR EXTREME con excepción de The Island Song, que usa videos de DDR(PlayStation 3).

### Dificultades cambiadas
Se cambiaron las dificultades de las canciones, inicialmente de la carpeta DDR X3 (como en el caso de Paranoia Revolution, que antes era 13 en Single-Difficult, fue cambiada a 14), y después con Dance Partay (DDRII) y TSUBASA (carpeta DDR(2014)).

### Opciones
Se cambiaron las siguientes opciones con DDR(2014):
- SPEED: solo usuarios PASELI, tienen 0.25x y 0.5x, y pueden alternar entre 1x y 4x a escala de 0.25x.
- ARROW MOVE, APPAREANCE, TURN, STEP ZONE, ARROW COLORS, SPECIAL ARROWS, SCREEN FILTER y LIFE BAR: No disponibles para jugadores que no tengan cuenta.
- DARK es remplazada por STEP ZONE.
- ARROW en DDR(2013) es remplazada por ARROW COLORS.

- En DDR(2014), VIVID es remplazada por RAINBOW para jugadores que no tengan cuenta y como opción por defecto.

- SCREEN FILTER: en DDR(2014), OFF es remplazada por DARK para jugadores que no tengan cuenta y como opción por defecto.
- GUIDE LINE: Sólo verás la barra en donde va las flechas al centro o borde, o incluso, desactivarlo. Por defecto es "CENTER". "BORDER" es la opción por defecto en los edits de usuario. Nuevo en la interfaz 2014.
- RISKY es remplazada por LIFE GAUGE, cambiando lo siguiente:

- NORMAL: barra normal. Opción por defecto.
- 4 LIVES: batería Challenge de 4 vidas. Exclusivo de PASELI.
- RISKY: batería Challenge con una sola vida. Req. cuenta para elegirla.

- Se puede alternar la selección de dificultades y las opciones manteniendo presionando START.

### Jugabilidad
- Al igual que 1st/2ndMIX y DDR 2010 y II de Wii, los pasos GOOD no rompen el combo, apareciendo el N.º también en azul y terminando con "GOOD FULL COMBO", si se completó.[3] El juicio Good impide perder vidas en Extra Stages.
- Los cut-in (Caras del personaje a los costados) también aparecen en Double (Solo para muebles DDR X [Tamaño nativo: 1280x720] y muebles 2013 [Tamaño nativo: 1920x1080]). En los gabinetes Pre X esto no es posible, debido al tamaño de la pantalla (tamaño nativo: 640x480).
- Los pasos MISS cambiaron de nuevo a rojo. También cambiaron el texto a varios juicios:

- MARVELOUS: MARVELOUS!!!
- PERFECT: PERFECT!!
- GREAT: GREAT!
- MISS: MISS...
- OK: O.K.!!!

Los juicios Good, Almost y NG no sufrieron cambios.

### Mueble inicial
Durante las pruebas de localía en Japón, se presentó la 3.ª generación de cabinas llamado mueble DDR 2013.  A diferencia de los 2 primeros muebles, el mueble DDR 2013 sufre algunos cambios en su diseño:
- El mueble inicial cambia a blanco.
- La pantalla, a 1080p, tiene 42 pulgadas, a diferencia de las 37 de la entrega de DDR X.
- Se eliminan los leds al lado de la arcade debido a su gran tamaño.
- Las flechas de selección son cuadradas pero con un triángulo negro en su mitad y apuntando hacia afuera.
- Se eliminaron las luces de los paneles, a favor de un nuevo diseño. Las luces en los paneles son exclusivos de 1.ª o 2.ª generación de cabinas.
- Se reducen el tamaño de los parlantes, para aumentar espacio para dejar pertenencias.
- Los paneles 2013 tienen sujetadores separados por color del jugador (azul para P1 y rosa para P2).
- Se eliminan los puertos USB. Dichos puertos son exclusivos para la 1.ª[notas 1] o 2.ª[notas 2] generación de cabinas.
- Usa los modos C y D para su versionado del juego en entregas japonesa y norteamericana, respectivamente.

Notas
1. ↑  Cuya pantalla de 32" tiene el tamaño de 640x480 en CRT antiguas y tamaño promedio de 1024x768 en LCD. Cabinas con entregas pre-DDR X se retiran las ranuras de Memory card y controles PlayStation y se instalan las ranuras de puertos USB y los lectores de tarjetas e-Amusement.
2. ↑  Cuya pantalla de 37" usa la escala 16:9, con un tamaño promedio de 720p. Cabinas norteamericanas se instalan los lectores de tarjetas e-Amusement y se remplazan las ranuras para SD por puertos USB.

### Entrega coreana
- Pruebas de localización del 26 de junio de 2013 al 27 de enero de 2014.[1] El lanzamiento oficial fue el 27 de febrero de 2014.
- Solo se utiliza el mueble blanco (versionado MDX:K:C:A:~)
- Tiene partes de la interfaz en inglés (descripción en opciones de DDR(2014) y selector de estilo), logo Bemani y Precaución en coreano y partes de la interfaz en japonés.
- Existió un bug en New Decade donde se colgaba el juego. Fue eliminado el video durante las pruebas.
- Algunas canciones son reorganizadas con la entrega coreana en el modo ABC:

| Nombre                   | Romanizados y traducciones | Romanizados y traducciones | Carpeta   |
| Nombre                   | Japón                      | Corea                      | Carpeta   |
| ------------------------ | -------------------------- | -------------------------- | --------- |
| 蒼い衝動 ～for EXTREME～ | Aoi shodou ~for EXTREME~   | Blue Impulse ~for EXTREME~ | Extreme   |
| 三毛猫ロック             | Mikenekorokku              | Calico Cat Rock            | Extreme   |
| 華爛漫 ~Flowers~         | Hana Ranman ~Flowers~      | Flowers                    | Supernova |
| 怒れる大きな白い馬       | IKARERU OOKINA SHIROI UMA  | Tino's White Horse         | Supernova |
| 不沈艦 CANDY             | Fuchinkan Candy            | Yellow Candy               | DDR X2    |

Aunque se usarón las traducciones en las primeras 4 canciones de la lista, "不沈艦 CANDY" solo se usó la romanización (parte con la letra F)
- Debido a su localía, en la edición 2014, el modo PASELI fue remplazada por PREMIUM MODE.

### Entrega norteamericana
- Pruebas de localización de 4 al 17 de agosto de 2015 en Round 1,[7] y otra en 9 de 2015 por parte de Dave & Buster's.[2] Nunca tuvo una versión final debido a su reemplazo por la siguiente entrega.
- Solo se utiliza el mueble blanco (versionado MDX:U:D:A:~)
- La interfaz es traducida al inglés, basado en la traducción parcial de la entrega coreana.

- Sin embargo, no se tradujeron títulos ni artistas de canciones, siendo la primera prueba de localía en mantener títulos y artistas de canciones en idioma nativo (japonés).

- Se eliminan las siguientes licencias:

- DDR(2014): todas de U.M.U×BEMANI (lista Género), incluyendo sus dos originales.
- DDR(2013): ウッーウッーウマウマ(ﾟ∀ﾟ)(Speedcake Remix), オリオンをなぞる, ずっとみつめていて (Ryu☆Remix), Choo Choo TRAIN, LOVE & JOY -Risk Junk MIX- y Mickey Mouse March(Eurobeat Version)(DDR(2013) X-Edit).
- DDR X3: Todas las licencias y 5 de las 7 canciones publicadas bajo KAC 2012. REVOLUTIONARY ADDICT y Go For The Top no son afectadas.
- DDR(1st) y 2ndMIX: todas las de Dancemania.

## Eventos
Aquí se listan todos los eventos que no necesariamente involucran a EXTRA STAGES.

### Academia Privada Bemani
El evento "私立BEMANI学園" (Academia Privada Bemani o "Private Bemani Academy") es un evento de colaboración en donde se crearon 10 canciones para la versión 2013 de este juego, adjunto con los demás juegos Beatmania IIDX, pop'n music, GITADORA, jubeat y REFLEC BEAT, con sus respectivas versiones. Dance Evolution, Miraigakki y Sound Voltex se unieron más tarde a mitad del evento. Solo Dance Evolution, Quiz Magic Academy Kenja no Tobira Season2 y Sound Voltex acelera el desbloqueo. Elemental Creation es requerido para desbloquear el video de Graduation. Actualmente req. cuenta y solo se desbloquea vía conteo de partidas en la cuenta.

### DDR, Jubeat y GITADORA presenta: Triple Journey
Triple Journey es un evento de colaboración a modo de aeropuerto preparada para la versión 2013, GITADORA y Jubeat Saucer. Solo se desbloquea Sola, 11 crossovers provenientes de GITADORA o Jubeat y Triple Journey (solo versión TAG). Algunas pedían el código Konami u otras claves en la selección de canciones o en la evaluación (PRANA se desbloqueaba en la selección de canciones vía ABC abriendo y cerrando carpetas de letras para escribir su título, mismo método para SUNKiSS♥DROP en versiones japonesas y norteamericanas de PlayStation 2 de DDR Supernova2 y DDR X, respectivamente). Las claves estuvieron disponibles en la página del evento bajo e-Amusement Gate, pero req. cuenta para verlas. Actualmente req. cuenta y solo se desbloquea vía conteo de partidas en la cuenta.

### Estadio Bemani
El 2.º evento llamado estadio Bemani (BEMANIスタジアム Bemani Stadium?) es un evento de colaboración a modo de estadio de béisbol en donde participan los 9 juegos Bemani conectados con e-Amusement, incluidas las versiones 2013 y 2014 de este juego. Se incorporan SOUND VOLTEX, DanceEvolution ARCADE y Mirargakki a los seleccionados de la Academia Bemani. Son 14 canciones en total, 4 de ellas son crossovers de otros juegos. Actualmente son movidas todas las canciones bloqueadas a EXTRA ATTACK y las desbloqueadas a la carpeta DDR(2014).

### Cumpleaños de TAG (TAG生誕祭)
Cumpleaños de TAG (TAG生誕祭 TAG seitansai?) es un evento masivo en donde TAG tuvo una fiesta de cumpleaños y participaron 9 entregas BEMANI que son: beatmania IIDX 21 SPADA, la versión 2013 de este juego, GITADORA OverDrive, pop'n music Sunny Park, jubeat saucer fulfill, REFLEC BEAT colette -All Seasons-, SOUND VOLTEX II -infinite infection-, DanceEvolution ARCADE y Miraigakki V2. Romancing Layer y Do The Evolution se encuentran en partida regular. Completando canciones creadas por TAG, aparecen iconos de flores en sus jackets (carátulas de CD), además, se agregan esrev:eR, ÆTHER, y SABER WING (satellite silhouette remix) para desbloquearlos vía EXTRA STAGE. Con la instalación de la edición 2014, son movidas las canciones a EXTRA ATTACK y las desbloqueadas junto con las 2 primeras a la carpeta DDR(2014) al terminar el evento.
Su 2.º evento, Gran Cumpleaños de TAG (TAG大生誕祭), solo involucra a la carpeta EXTRA ATTACK. PRANA+REVOLUTIONARY ADDICT (U1 DJ Mix) y HEART BEAT FORMULA (Vinyl Mix) aparecieron días antes del evento, el 19 de marzo de 2015 para ser exactos. Starlight Fantasia (Endorphins Mix) era desbloqueable el 25 de marzo de 2015 y req. completar YuniverHills para desbloquear al terminar este evento. Actualmente, fueron desbloqueadas las canciones de estos 2 eventos para partida regular.

### Floor Infection
Floor Infection, en su versión 10, es un evento que infecta a DDR(2014) vía Sound Voltex II -Infinite Infection-, con 3 infecciones (contando con su actualización a Sound Voltex III -Gravity Wars-). Al jugar Sound Voltex II o III, la barra de infección aumenta y llegando a un cierto nivel, una canción aparecerá en DDR(2014). Son 3 canciones en total y no son desbloqueadas fuera de las fechas del evento.

### Hakken! Yomigaetta BEMANI Iseki
El 3.º evento llamado Hakken! Yomigaetta BEMANI Iseki (発見！よみがえったBEMANI遺跡?   literalmente ¡Descubrimiento! Reviviendo las ruinas de BEMANI) es un evento de colaboración cuya temática es el antiguo Egipto. Participaron 10 juegos, incluida la versión 2014 de este juego. BeatStream se añade a los seleccionados del estadio Bemani. Son 3 canciones y 6 crossovers en total. Actualmente son movidas todas a EXTRA ATTACK.

### YuniverHills project
El proyecto YuniverHills (ユニバーヒルズproject) es un evento interno que terminó el 2 de diciembre de 2015 en donde construías edificios. Diariamente, solo aparecen 3 canciones objetivo para aumentar los residentes, y así, desbloquear 6 canciones y sus respectivas dificultades: BEGINNER y BASIC → DIFFICULT → EXPERT. Si se desbloquea la dificultad en SINGLE, aparecerá esa dificultad en DOUBLE, lo mismo ocurre a la inversa. Debido a que DOUBLE no cuenta con BEGINNER, en SINGLE se desbloquea BEGINNER y BASIC al mismo tiempo. También apareció la dificultad CHALLENGE a ciertas canciones. Actualmente, req. cuenta para obtenerla y Starlight Fantasia (Endorphins Mix) ubicada en la carpeta EXTRA ATTACK fue agregada (y sin requisitos) el 9 de diciembre de 2015.

### Bemani x東方Project
El evento BEMANI X 東方Project Ultimate MasterPieces es un crossover de Bemani con canciones de Touhou Project en donde participan 8 juegos, incluida la versión 2014 de este juego, haciendo aparición de los primeros arreglos Touhou fuera de Sound Voltex. DanceEvolution y Miraigakki son excluidos del evento (este último por término de soporte). Solo 4 canciones son adquiridas teniendo cuenta registrada y 妖隠し -あやかしかくし- es EXTRA ATTACK.

### Kaitou BisCo no yokokujou!! (怪盗BisCoの予告状!!)
El evento Kaitou BisCo no yokokujou!! (怪盗BisCoの予告状!!?) fue un evento de colaboración en donde BisCo toma un papel importante. Salió para 8 arcades, incluyendo la versión 2014 de este juego. Actualmente, todas las canciones, junto con "POSSESSION(EDP Live Mix)", que no forma parte del evento, son movidas a EXTRA ATTACK.

### BEMANI Summer Diary 2015
BEMANI SUMMER DIARY 2015 fue otro evento de colaboración a modo de turismo de verano en donde participaron 8 juegos, incluida la versión 2014 de este juego. Solo se desbloquea In The Breeze, 2 crossovers provenientes de otros juegos, 天空の華 (con Jubeat), 8 000 000 (con Pop'n Music) y 夏色DIARY -DDR mix-. Actualmente son movidas todas a EXTRA ATTACK, una o 2 canciones por semana un mes después de terminado el evento.

## Extra Stages
Al igual que las entregas anteriores, se utilizan el sistema de Extra Stage tipo DDR X2 (modo por defecto para jugadores sin tarjeta), tipo Supernova 2 (Req. AA en cualquier canción Extra Stage en Final Stage; Modo por defecto para muebles sin conexión) o el sistema de estrellas "Star System" si los jugadores con tarjeta optan por el grado tipo X3 o con DDR(2014). Monkey Business, Another Phase, Air Heroes, Spanish Snowy Dance, New Generation, Blew My Mind  y Elemental Creation (Carpeta DDR(2013)), todas las canciones de las carpetas BOSS-ON-PARADE y Replicant-D-Ignition, 18 de la carpeta EXTRA ATTACK y 11 en CHALLENGE de dicha carpeta son desbloqueadas para partida regular (Elemental Creation requería de 9 canciones restantes de la academia Bemani). Al igual que el DDR Supernova 2, está bloqueado a 4 LIVES. No se bloquea la Song wheel, dificultad y las opciones. A diferencia de las otras versiones cuyo acceso es para todos los usuarios, la interfaz 2014 se limita el acceso a usuarios PASELI. El algoritmo de X2 en DDR(2013) cambia y es la siguiente:
| N.º de etapas | Dificultades          | Dificultades          | Dificultades | Dificultades | Dificultades |
| N.º de etapas | Beginner              | Basic                 | Difficult    | Expert       | Challenge    |
| N.º de etapas | En Double, solo Basic | En Double, solo Basic | Difficult    | Expert       | Challenge    |
| ------------- | --------------------- | --------------------- | ------------ | ------------ | ------------ |
| 2 etapas      | MAX: 12               | 13 a 18               | 19 a 26      | 27 a 30      | 31 o +       |
| 3 etapas      | MAX: 18               | 19 a 27               | 28 a 39      | 40 a 45      | 46 o +       |
| 4 etapas      | MAX: 24               | 25 a 36               | 37 a 52      | 53 a 60      | 61 o +       |
| 5 etapas      | MAX: 30               | 31 a 45               | 46 a 65      | 66 a 75      | 76 o +       |

Se le agrega 1 estrella roja en DDR(2014) si el jugador juega con "Star System" y usando 4 LIVES o RISKY.

### Fallas en EXTRA STAGE
Error de Extra Stage: Accidentalmente, Elemental Creation fue desbloqueado como Extra Stage en las dificultades de Beginner a Expert con el parche MDX:J:X:A:2013041600 del 18 de abril de 2013 para los jugadores sin tarjeta. El parche de actualización MDX:J:X:A:2013041900 del 19 de abril de 2013 fue reemplazada por Monkey Business y/o Another Phase.
Encore Extra accidentada: Con el parche de 2 de octubre de 2013, se ha creado un bug que reactiva temporalmente el ENCORE EXTRA debido al sistema de participación e-Amusement. Completando Blew My Mind con AA en EXPERT - y solo en el parche del bug -, está forzado a jugar, entre otras canciones ya desbloqueadas, Another Phase en EXPERT y RISKY. El bug fue eliminado con el parche MDX:J:X:A:2013100800 del 8 de octubre de 2013 y el ENCORE EXTRA fue eliminada para siempre.

### EXTRA SAVIOR
Con el cambio de interfaz a 2014, partió el nuevo evento llamado Extra Attack, la precuela de Extra Savior. Solo para usuarios PASELI, se puede acceder a esta carpeta que contiene varias canciones: 3 del evento de TAG, 9 nuevas, 3 de las versiones caseras, 6 crossovers BEMANI, 14 del estadio BEMANI, 妖隠し -あやかしかくし- de BEMANI X 東方Project, Starlight Fantasia(Endorphins Mix) de Yuniver Hills, 9 de las ruinas Bemani o de Hakken! Yomigaetta BEMANI Iseki (発見！よみがえったBEMANI遺跡?), 4 del evento de BisCo, POSSESSION(EDP Live Mix),  y 6 de Summer Diary 2015. La barra de supervivencia (Inglés: Survivor Gauge) se llena al jugar estas canciones. Al llegar al MAX, una de las dificultades de una canción específica se desbloquea para partida regular. Ciertas canciones, todas provenientes de eventos, req. completar dificultades en orden: BEGINNER (single) → BASIC → DIFICULT → EXPERT
Cosecha de EXTRA ATTACK: Con el parche MDX:J:X:A:2014091600 de 17 de septiembre de 2014, se hace más fácil debido a la vida extra al completar la canción en los días de otoño del año en curso en Japón y no se puede obtener fuera de esas fechas. La vida extra no tiene efecto en RISKY ni en ENCORE EXTRA, si es que hay.
EXTRA ATTACK infernal: con el parche de 12 de agosto de 2014, partió el nuevo evento llamado Oni no Extra Attack (鬼のEXTRA ATTACK?   literalmente EXTRA ATTACK infernal). Se diferencia de la carpeta EXTRA ATTACK por contener pasos CHALLENGE en ciertas canciones de la dicha carpeta. Aparece con algunos parches que tiene este evento anunciado en la web. Se juega como si fuera ENCORE EXTRA (en CHALLENGE y "Sudden Death" y con la excepción de que también es EXTRA STAGE). Solo aparece por tiempo limitado para desbloquearlas para partida regular (EXC. canciones DDR(2014) que req. desbloquearse de la carpeta EXTRA ATTACK primero) y fuera de las fechas del evento no son desbloqueadas inmediatamente. Con el parche de 16 de julio de 2015, son movidos estos pasos a EXTRA ATTACK.
EXTRA ATTACK movida a partida regular: con el parche de 17 de diciembre de 2015, solo 18 canciones de esta carpeta que no corresponden a eventos y 11 canciones en CHALLENGE fueron movidas a partida regular. Las demás canciones son movidas a EXTRA SAVIOR en la siguiente entrega.

## Carpetas terminales
Los siguientes eventos incluyen carpetas terminales, en donde puede alterar la jugabilidad o impedir salir de estas.

### BOSS-ON-PARADE
Con el parche de 21 de enero de 2015, aparece una nueva carpeta, "BOSS-ON-PARADE", y es requisito tener todas las medallas. Para consegurila, es requisito jugar con PASELI y solo aparece esta carpeta en FINAL STAGE. ¡CUIDADO! Al abrir esta carpeta, está fijo en 4 LIVES sin importar que canción. Las medallas son requisitos para desbloquear las canciones. Al completar cualquier canción de esta carpeta, todas las medallas se convierten en 2 gemas. Esas gemas actúan como medallas permanentes. Al obtenerlas todas las gemas, se desbloquea esa canción para partida regular y al completar todas, aparecerá "Truare!" para desbloquear, esta vez en EXTRA STAGE. Son 8 medallas por canción (anteriormente era 10), las canciones que soportan medallas da una medalla a la canción objetivo y las canciones que no soportan medallas le da 1/4 parte de medalla. También se puede repetir canciones para aumentar la cantidad. Este evento terminó el 24 de diciembre de 2015 y todas las canciones fueron movidas a partida regular.

### Replicant-D-Ignition
La secuela de RDA de DDR X2. Req. terminar "Truare!" (carpeta BOSS-ON-PARADE) sin importar su dificultad en EXTRA STAGE antes de acceder a este evento. En esta entega, antes de que las canciones por desbloquear estuvieran en la carpeta EXTRA ATTACK y posterior desbloqueo para partida regular, el jugador accede a esta carpeta pero, debido a que es una carpeta terminal, cambia de interfaz a azul oscuro con borde violeta en vez de la interfaz arcoíris con borde blanco, no se muestra sus BPM y no puede salir tras el acceso.
Paso 1 (Llenado de nitros)
Al terminar "Truare!" (carpeta "BOSS-ON-PARADE") en EXTRA STAGE, aparece las barras de nitro en la evaluación de todas las canciones y al llenar una de las 5 barras de nitro en total, se desbloquea una canción y está bloqueado a Rinon (o al personaje seleccionado en Versus si no terminó BOSS-ON-PARADE). Los requisitos por canción de esta carpeta cambia y es la siguiente:
- Destination: nitro verde.
- Samurai Shogun vs. Master Ninja: nitro rojo.
- Sand Blow: nitro amarillo.
- HAPPY☆LUCKY☆YEAPPY: nitro blanco.
- chaos eater: nitro azul.

Entre el 23 de julio y el 6 de agosto de 2015, se duplica la carga de los nitros. Desde el 6 de agosto de 2015, estas 5 canciones y sus nitros llenas se moverán a EXTRA ATTACK y posterior partida regular desde el 24 de diciembre de 2015.
Paso 2 (Obtención de gemas hasta el 6 de agosto de 2015)
En esta carpeta, aparecería 5 ranuras de gemas. Req. AA en cualquiera de las 5 canciones mencionadas anteriormente para obtener una gema y las 2 canciones siguientes, req. todas las gemas para entrar. Al igual que RDA, al terminar (o fallar) estas canciones, desaparece las gemas, lo cual tendrá que obtener todas para acceder de nuevo. Las canciones que requieren todas las gemas son:
- EGOISM 440: 5 gemas de canciones anteriores.
- MAX.(period): completar ENCORE EXTRA, más 5 gemas de las primeras 5 canciones (CHALLENGE cambiado para DDR(2014).

Paso 3 (Activación de Encore Extra hasta el 6 de agosto de 2015)
Para este paso, req. AA en cualquiera de las 2 canciones mencionadas anteriormente para activar Encore Extra. Completando EGOISM 440, las 5 gemas se convierten en la gema blanca, introduciéndose a Rinon y convirtiéndola en Dark Rinon, quedando bloqueado a "MAX.(period)". Completando "MAX. (period)", Rinon es revertida, retirándose de su cuerpo la gema blanca, quedando bloqueado a "Over The "Period"". Si el personaje no es Rinon o Dark Rinon, los personajes seleccionados bailan con Rinon en "Over The "Period"" o con Dark Rinon en las demás canciones. La tabla es:
| Extra Stage  | Extra Stage          | Extra Stage | Encore Extra      | Encore Extra                                      | Encore Extra | Encore Extra                                     |
| Canción      | Dificultad           | Requisito   | Canción           | Dificultad                                        | Modificadores | Recompensa                                       |
| fase 1       | fase 1               | fase 1      | fase 1            | fase 1                                            | fase 1 | fase 1                                           |
| ------------ | -------------------- | ----------- | ----------------- | ------------------------------------------------- | --- | ------------------------------------------------ |
| EGOISM 440   | cualquier dificultad | AA          | MAX.(period)      | dificultad utilizada anteriormente en EXTRA STAGE | RISKY, 1.5x, reversa y Dark Rinon. | Dark Rinon, MAX.(period) se moverá a EXTRA STAGE |
| fase 2       |                      |             |                   |                                                   | |                                                  |
| MAX.(period) | CHALLENGE            | AA          | Over The "Period" | DIFFICULT                                         | PFC (un GREAT o peor falla la canción), modificadores usados anteriormente en EXTRA STAGE (Exc. corte de tiempo, frezze Arrows y saltos) y Rinon. | Rinon (incluso si falla ENCORE EXTRA)            |
| MAX.(period) | EXPERT               | AA          | Over The "Period" | BASIC                                             | PFC (un GREAT o peor falla la canción), modificadores usados anteriormente en EXTRA STAGE (Exc. corte de tiempo, frezze Arrows y saltos) y Rinon. | Rinon (incluso si falla ENCORE EXTRA)            |
| MAX.(period) | BASIC o DIFFICULT    | AA          | Over The "Period" | DOUBLE-BASIC BEGINNER                             | PFC (un GREAT o peor falla la canción), modificadores usados anteriormente en EXTRA STAGE (Exc. corte de tiempo, frezze Arrows y saltos) y Rinon. | Rinon (incluso si falla ENCORE EXTRA)            |

Sin embargo, el jugador puede cambiar las opciones ("MAX.(period)" y "Over The "Period"" no).
Paso 4 (EXTRA ATTACK hasta Navidad de 2015)
Desde el 6 de agosto de 2015, el desbloqueo vía EXTRA ATTACK es lo siguiente: 5 canciones con sus nitros llenas → EGOISM 440 (hasta EXPERT) → MAX.(period) (hasta EXPERT) → Over The "Period" (hasta EXPERT) → MAX.(period) (pasos CHALLENGE) → EGOISM 440 (pasos CHALLENGE). No es posible desbloquear a Rinon ni a Dark Rinon.
El evento terminó el 24 de diciembre de 2015 y todas las canciones fueron desbloqueadas para partida regular. Rinon y Dark Rinon también son desbloqueadas el mismo día, que se agrega a la lista de personajes (Req. cuenta para usarlas). Sin embargo, Over The "Period" (CHALLENGE) es exclusivo de EXTRA STAGE dando origen a EXTRA EXCLUSIVE.

## Lista de canciones
Esta es la lista con 221 de un total de 705 canciones, 80 en la carpeta DDR(2013) y 142 en la carpeta DDR(2014) sin importar su interfaz, que remplazan a las 66 de la lista de retiradas (83 en Norteamérica): 12 de 2ndMIX y 5 X-edits debido a un conflicto de disqueras; Kind Lady por problemas de vocalista; 木星～組曲『惑星』より de Supernova 2, 2 canciones de Smile.dk, 12 de X2, 2 de X3, 6 de DDR(2013) y 25 de UMU X BEMANI por término de licencia. Solo en Norteamérica, además de la lista de retiradas de la entrega japonesa se elimina para reducir costos de importación: 5 entradas prémium de KAC 2012 por retirada de NAOKI; 10 de DDR(2013) en total y todas las licencias de X3 y las de Dancemania de 2ndMIX y DDR(1st) por falta de adquisición de licencia y todas de UMU X BEMANI, incluyendo sus 2 originales. Canciones divididas de las entregas anteriores (EXC. "Flow") cuentan como una canción y la canción "Flow", los X-Specials y "Groove Radar" Specials cuentan como 2, para diferenciarlas por su dificultad y en caso de "Flow", por los cambios de velocidad de la versión "True Style". Artistas con la frase "(Sin autor)" no se muestra que artista o banda fue creada la canción y en su reemplazo son mostradas en la 1.ª interfaz como notas musicales. Canciones que tienen título japonés indica: en cursiva indican el romaji y en negrita las traducciones.

### Canciones retiradas
| Canciones                                                                        | Artistas                                                                         | Comentarios                                                                                                   |
| Lista inicial (20 en total) Nota: Canciones con X-edit eliminadas cuenta como 2. | Lista inicial (20 en total) Nota: Canciones con X-edit eliminadas cuenta como 2. | Lista inicial (20 en total) Nota: Canciones con X-edit eliminadas cuenta como 2.                              |
| -------------------------------------------------------------------------------- | -------------------------------------------------------------------------------- | --- |
| "TENSHI"                                                                         | GOURYELLA                                                                        | De DanceDanceRevolution X2                                                                                    |
| "more more more"                                                                 | capsule                                                                          | De DanceDanceRevolution X2                                                                                    |
| "木星～組曲『惑星』より"                                                         | PLEIADES PRODUCTION                                                              | Planet Song de Dance Dance Revolution SuperNOVA 2                                                             |
| "GET UP'N MOVE"                                                                  | S & K                                                                            | De Dance Dance Revolution 2ndMIX también se elimina su X-edit de DDR X                                        |
| "Boys"                                                                           | Smile.dk                                                                         | De Dance Dance Revolution 2ndMIX también se elimina su X-edit de DDR X                                        |
| "DUB-I-DUB"                                                                      | ME & MY                                                                          | De Dance Dance Revolution 2ndMIX Su X-Edit de DDR X se elimina el 7 de marzo de 2016                          |
| "koko soko"                                                                      | Smile.dk                                                                         | De Dance Dance Revolution X                                                                                   |
| "IF YOU WERE HERE"                                                               | JENNIFER                                                                         | De Dance Dance Revolution 2ndMIX Motivo: Debido a repetición, solo se queda el X-edit de X2                   |
| "Smoke"                                                                          | Mr.Ed Jumps The Gun                                                              | De Dance Dance Revolution 2ndMIX                                                                              |
| "I Believe In Miracles (The Lisa Marie Experience Radio Edit)"                   | Hi-Rise                                                                          | De Dance Dance Revolution 2ndMIX                                                                              |
| "That's The Way (I Like It)"                                                     | KC & The Sunshine Band                                                           | De Dance Dance Revolution 2ndMIX (originario de DDR(1st))                                                     |
| "My Fire (UKS Remix)"                                                            | X-TREME                                                                          | De Dance Dance Revolution 2ndMIX (originario de DDR(1st))                                                     |
| "butterfly"                                                                      | Smile.dk                                                                         | De Dance Dance Revolution 2ndMIX (originario de DDR(1st)) Su X-Edit de DDR X se elimina el 7 de marzo de 2016 |
| "LET'S GET DOWN"                                                                 | JT PLAYAZ                                                                        | De Dance Dance Revolution 2ndMIX (originario de DDR(1st))                                                     |
| "Have You Never Been Mellow"                                                     | The Olivia Project                                                               | De Dance Dance Revolution 2ndMIX (originario de DDR(1st))                                                     |
| Año 2014 (3 en total)                                                            |                                                                                  | |
| "Golden Sky"                                                                     | Smile.dk                                                                         | De Dance Dance Revolution SuperNOVA Se eliminó antes de la instalación de DDR(2014).                          |
| "コネクト"                                                                       | (sin autor)                                                                      | De DanceDanceRevolution X3 vs. 2ndMIX Se retira con el parche del 13 de noviembre.                            |
| "DAM DARIRAM (DDR X2 X-edit)"                                                    | Joga                                                                             | De DanceDanceRevolution X2 Se retira con el parche del 17 de diciembre.                                       |
| Año 2015 (11 en total)                                                           |                                                                                  | |
| "Super Driver"                                                                   | 平野綾                                                                           | De DanceDanceRevolution X2 Se retira con el parche del 6 de marzo.                                            |
| "Hide-away"                                                                      | AAA                                                                              | De DanceDanceRevolution X2 Se retira con el parche del 3 de julio.                                            |
| "EZ DO DANCE"                                                                    | TRF                                                                              | De DanceDanceRevolution X2 Se retira con el parche del 3 de julio.                                            |
| "Be Your Wings"                                                                  | GIRL NEXT DOOR                                                                   | De DanceDanceRevolution X2 Se retira con el parche del 3 de julio.                                            |
| "SUPER EUROBEAT (Gold Mix)"                                                      | DAVE RODGERS feat. FUTURA                                                        | De DanceDanceRevolution X2 Se retira con el parche del 3 de julio.                                            |
| "Time After Time"                                                                | Novaspace                                                                        | De DanceDanceRevolution X2 Se retira con el parche del 3 de julio.                                            |
| "ETERNITY"                                                                       | ALEKY                                                                            | De DanceDanceRevolution X2 Se retira con el parche del 3 de julio.                                            |
| "Everytime We Touch"                                                             | Cascada                                                                          | De DanceDanceRevolution X2 Se retira con el parche del 3 de julio.                                            |
| "Captain Jack (GRANDALE REMIX) (DDR X2 X-edit)"                                  | Captain Jack                                                                     | De DanceDanceRevolution X2 Se retira con el parche del 3 de julio.                                            |
| "HERO (2008 X-edit)"                                                             | Papaya                                                                           | De DanceDanceRevolution X2 Se retira con el parche del 3 de julio.                                            |
| "Kind Lady"                                                                      | OKUYATOS                                                                         | De Dance Dance Revolution EXTREME (originario de DDRMAX PS2) Se retira con el parche del 28 de diciembre.     |
| Año 2016 (Única canción)                                                         |                                                                                  | |
| ヘビーローテーション                                                             | (sin autor)                                                                      | De DanceDanceRevolution X3 vs. 2ndMIX Se elimina el 7 de marzo                                                |
| Retiradas solo en Norteamérica (13 en total)                                     |                                                                                  | |
| "future gazer"                                                                   | fripSide                                                                         | De DanceDanceRevolution X3 vs. 2ndMIX                                                                         |
| "LOVE & JOY"                                                                     | 木村由姫                                                                         | De DanceDanceRevolution X3 vs. 2ndMIX                                                                         |
| "STRAIGHT JET"                                                                   | 栗林みな実                                                                       | De DanceDanceRevolution X3 vs. 2ndMIX                                                                         |
| "女々しくて"                                                                     | ゴールデンボンバー                                                               | De DanceDanceRevolution X3 vs. 2ndMIX                                                                         |
| "COME BACK TO MY HEART"                                                          | Another Infinity feat. Mayumi Morigana                                           | De DanceDanceRevolution X3 vs. 2ndMIX                                                                         |
| "KEEP ON MOVIN' (Y&Co. DJ BOSS remix)"                                           | N.M.R                                                                            | De DanceDanceRevolution X3 vs. 2ndMIX Retirada de NAOKI.                                                      |
| "PUT YOUR FAITH IN ME (DA's Twinkly Disco Remix)"                                | UZI-LAY                                                                          | De DanceDanceRevolution X3 vs. 2ndMIX Retirada de NAOKI.                                                      |
| "TRIP MACHINE (xac nanoglide mix)"                                               | DE-SIRE                                                                          | De DanceDanceRevolution X3 vs. 2ndMIX Retirada de NAOKI.                                                      |
| "BRILLIANT 2U (秋葉工房 Mix)"                                                    | NAOKI                                                                            | De DanceDanceRevolution X3 vs. 2ndMIX Retirada de NAOKI.                                                      |
| "PARANOiA (kskst mix)"                                                           | 180                                                                              | De DanceDanceRevolution X3 vs. 2ndMIX Retirada de NAOKI.                                                      |
| "BAD GIRLS"                                                                      | Juliet Roberts                                                                   | De Dance Dance Revolution 2ndMIX                                                                              |
| "BOOM BOOM DOLLAR (Red Monster Mix)"                                             | King Kong & D. Jungle Girls                                                      | De Dance Dance Revolution 2ndMIX                                                                              |
| "Stomp to my beat"                                                               | JS16                                                                             | De Dance Dance Revolution 2ndMIX                                                                              |
| "KUNG FU FIGHTING"                                                               | BUS STOP feat. CARL DOUGLAS                                                      | De Dance Dance Revolution 2ndMIX (originario de DDR(1st))                                                     |

## Banda sonora
Dance Dance Revolution 2013 se divide en varios volúmenes. Uno de ellos, el Vol. 1, está compuesto de 2 CD y salió a la venta el 23 de octubre de 2013. El CD 1 contiene "Another Phase", todas las canciones de consolas y de arcade mientras que el CD 2 contiene todas las demás canciones Extra Stages, 2 licencias, canciones crossover pertenecientes a "Triple Journey", algunas canciones largas y 2 canciones de DDR X3 llamados "Revolutionary Addict" y "Go for the top", este último tiene su versión "Grand finale mix".
El Vol. 2, salió a la venta el 2 de diciembre de 2015, solo en distribución digital. En esta entrega, no incluye canciones lanzadas vía Hinabitter, pero incluye 4 canciones originales de la versión 2014, todas de EXTRA ATTACK, de Yuniver Hills, de Boss-On-Parade y de Replicant-D-Ignition, del evento de Bisco, 3 de la carpeta DDR(2013) no incluidas en el vol. 1, 4 crossovers del estadio Bemani, 6 crossovers de ruinas Bemani, Electronic or Treat! (del evento de PON), Thank You Merry Christmas (de la campaña de Navidad) y 11 canciones largas, la mayoría provenientes de DDR X2, X3 y (2013).